# Líla Kourkoulákou
Líla Kourkoulákou née le 4 février 1936 à Athènes est une réalisatrice, scénariste, actrice et productrice de cinéma et de télévision grecque.

## Biographie
Née à Athènes, Líla Kourkoulákou étudia au Centro Sperimentale di Cinematografia de Rome.
Son premier film L'Île du silence fut sélectionné à la Mostra de Venise 1958. Líla Kourkoulákou fut ainsi la première réalisatrice grecque à représenter son pays dans un festival international. Le film, docufiction sur la vie des lépreux relégués sur Spinalonga eut pour effet de faire fermer la léproserie pour des raisons humanitaires. Il fut cependant un échec commercial. Il fut, ainsi que sa réalisatrice, très vivement critiqué, au point que Líla Kourkoulákou raconta les difficultés de l'année suivant la sortie du film dans son film suivant Aux Portes de l'Enfer. En 1966, elle réalisa un nouveau docufiction, sur la vie du Premier ministre Elefthérios Venizélos. Le film fut à nouveau un échec. Elle ne réalisa plus ensuite que des documentaires.
Líla Kourkoulákou fit partie au début des années 1960 d'une commission de réflexion sur le cinéma grec qui mena à la loi dite Nikólaos Mártis (du nom du ministre qui la présenta), jamais appliquée cependant.
Elle dirigea une station de radio et télévision sur Chypre.
Elle est décédée à Athènes le 28 avril 2015.

## Filmographie
- 1958 : L'Île du silence
- 1960 : Aux Portes de l'Enfer
- 1966 : Elefthérios Venizélos
- 1966 : Voyage en Thessalie
- 1973 : Dyonisis Solomos
- 1979 : Cyprus, to megalo stavrodromi
- 1979 : Exodos Mesologgiou